# جبهه عدالت و رفاه
جبهه عدالت و رفاه تشکلی است که با محوریت پشتیبانی از اسفندیار رحیم‌مشایی، رئیس دفتر محمود احمدی‌نژاد، در شهریور ماه ۱۳۸۹ طی مراسمی رسماً اعلام موجودیت کرد.